# Kendra Wenzel
Kendra Kneeland-Wenzel, née le 6 décembre 1967 à McKenzie Bridge dans l'Oregon, est une coureuse cycliste américaine.

## Biographie
Kendra s'est mariée avec le cycliste professionnel danois René Wenzel en 1990, ensemble ils ont eu une fille Katrine. En mai 2003, René et kendra publient un livre : Bike Racing 101. Ils se sont séparés en mai 2005 et divorcés en août 2007.

## Palmarès sur route
- 1991
  - 1re étape de la Natural State Stage Race
- 1994
  - 3e de Visalia
- 1996
  - 4e étape de la Killington Stage Race
- 1997
  - Kwik Star Criterium
  - Cat's Hill Classic
  - 1re étape de GP Feminin du Canada
  - 6e étape de Redlands Classic
- 1998
  - Tour de Toona
  - First Union Wilmington Classic
  - 2e et 4e étapes de Tour de Toona
  - 3e étape de la Street-Skills Cycle Classic
  - 4e étape du Tour of Willamette
  - 2e du championnat des États-Unis sur route
  - 2e de Grote Herfstprijs Westerbeek
- 1999
  - International Cycling Classic
  - 3e étape du Tour of the Gila
  - 3e du championnat des États-Unis sur route

### Tour d'Italie
- 1998 : 74e

## Palmarès sur piste

### Championnat du monde
- Maebashi 1990
  - 6e de la poursuite

### Jeux Panaméricains
- La Havane 1991
  - 1re de la poursuite

### Championnats des États-Unis
- 1993
  - 2e de la poursuite
- 1994
  - 2e de la poursuite
- 1995
  - 3e du 1 km
  - 3e de la course aux points
- 1996
  - 3e de la course aux points